# Episodi di Lilyhammer (terza stagione)
La terza stagione della serie televisiva Lilyhammer è stata trasmessa in prima visione in Norvegia da NRK1 dal 29 ottobre al 17 dicembre 2014.
In Italia la stagione è andata in onda in prima visione sul canale satellitare Sky Atlantic dal 30 dicembre 2015 al 17 febbraio 2016.
| nº | Titolo originale          | Titolo italiano                | Prima TV Novergia | Prima TV Italia  |
| -- | ------------------------- | ------------------------------ | ----------------- | ---------------- |
| 1  | Tiger Boy                 | Da un capo all'altro del mondo | 29 ottobre 2014   | 30 dicembre 2015 |
| 2  | Foreign Affairs           | Salviamo la balena             | 5 novembre 2014   | 6 gennaio 2016   |
| 3  | The Homecoming            | Occhio per occhio              | 12 novembre 2014  | 13 gennaio 2016  |
| 4  | The Mind Is Like A Monkey | Il salto                       | 19 novembre 2014  | 20 gennaio 2016  |
| 5  | Tommy                     | Un rifugio per Tommy           | 26 novembre 2014  | 27 gennaio 2016  |
| 6  | The Minstrel Boy          | Dove l'erba è più verde        | 3 dicembre 2014   | 3 febbraio 2016  |
| 7  | The Funeral               | Il testimone                   | 10 dicembre 2014  | 10 febbraio 2016 |
| 8  | Loose Ends                | Un nuovo inizio                | 17 dicembre 2014  | 17 febbraio 2016 |

## Da un capo all'altro del mondo
- Titolo originale: Tiger Boy
- Diretto da: Simen Alsvik
- Scritto da: Eilif Skodvin, Anne Bjørnstad, Steven van Zandt, Jadranko Mehić

## Salviamo la balena
- Titolo originale: Foreign Affairs
- Diretto da: Simen Alsvik
- Scritto da: Eilif Skodvin, Anne Bjørnstad, Steven van Zandt, Tomas H. Solli

## Occhio per occhio
- Titolo originale: The Homecoming
- Diretto da: Øystein Karlsen
- Scritto da: Anne Bjørnstad, Eilif Skodvin, Steven van Zandt, Jadranko Mehić

## Il salto
- Titolo originale: The Mind Is Like A Monkey
- Diretto da: Øystein Karlsen
- Scritto da: Eilif Skodvin, Anne Bjørnstad, Steven van Zandt, Tomas H. Solli

## Un rifugio per Tommy
- Titolo originale: Tommy
- Diretto da: Øystein Karlsen
- Scritto da: Eilif Skodvin, Anne Bjørnstad, Steven van Zandt, Jadranko Mehić

### Trama
Dopo essere rimasto ferito nel fallito omicidio di Joe Salmone, Tommy chiama il suo capo a New York e questi lo manda da Frank, per poter ricevere cure e protezione. Intanto al Flamingo viene presentato un vino, il Flamingo Chianti Classico, che a causa dell'utilizzo di uve israeliane, viene boicottato da un'attivista locale (questo particolare della sceneggiatura è totalmente inverosimile, in quanto il disciplinare del Chianti Classico prevede l'utilizzo esclusivo di uve toscane, provenienti dall'area delimitata dal suddetto disciplinare). Frank riuscirà comunque a risolvere i problemi che gli si presentano.

## Dove l'erba è più verde
- Titolo originale: The Minstrel Boy
- Diretto da: Tuva Novotny
- Scritto da: Eilif Skodvin, Anne Bjørnstad, Steven van Zandt, Tomas H. Solli

## Il testimone
- Titolo originale: The Funeral
- Diretto da: Øystein Karlsen
- Scritto da: Anne Bjørnstad, Eilif Skodvin, Steven van Zandt, Jadranko Mehić

## Un nuovo inizio
- Titolo originale: Loose Ends
- Diretto da: Steven van Zandt
- Scritto da: Steven van Zandt, Eilif Skodvin, Anne Bjørnstad, Tomas H. Solli